# Frozenbyte
Frozenbyte est un studio indépendant de développement de jeux vidéo, fondé en 2001 et basé à Helsinki en Finlande.

## Jeux
| Titre                           | Date de sortie | Plates-formes                                                                                          |
| ------------------------------- | -------------- | --- |
| Shadowgrounds                   | 2005           | Windows, Linux, OS X                                                                                   |
| Shadowgrounds Survivor          | 2007           | Windows, Linux, OS X                                                                                   |
| Trine                           | 2009           | Windows, Linux, OS X, PlayStation 3 et Playstation 4 (PSN), Wii U (eShop)                              |
| Trine 2                         | 2011           | Windows, Linux, OS X, PlayStation 3 et Playstation 4 (PSN), Xbox 360 et Xbox One (XBLA), Wii U (eShop) |
| Splot                           | 2014           | iOS |
| Trine 3: The Artifacts of Power | 2015           | Windows, Linux, OS X, PlayStation 4                                                                    |
| Shadwen                         | 2016           | Windows, Linux, OS X, PlayStation 4                                                                    |
| Has-Been Heroes                 | 2017           | Windows, Nintendo Switch, PlayStation 4, Xbox One                                                      |
| Nine Parchments                 | 2017           | Windows, Nintendo Switch, PlayStation 4, Xbox One                                                      |
| Trine 4: The Nightmare Prince   | 2019           | Windows, Nintendo Switch, PlayStation 4, Xbox One                                                      |
| Starbase                        | 2019           | Windows                                                                                                |
| Trine 5: A Clockwork Conspiracy | 2023           | Windows, Nintendo Switch, PlayStation 4, PlayStation 5, Xbox One, Xbox Series                          |